# Xestia ochreago
Xestia ochreago, auch Gelbliche Alpen-Erdeule genannt, ist ein Schmetterling (Nachtfalter) aus der Familie der Eulenfalter (Noctuidae).

## Merkmale
Die Flügelspannweite der Falter beträgt etwa 37 bis 39 Millimeter. Die gelbbraun gefärbten Vorderflügel sind schmal und laufen am Apex spitz zu. Gelegentlich kommen auch Individuen mit rötlichbraunen Tönungen vor. Ring- und Nierenmakel haben eine gelbliche Farbe und sind von feinen dunkleren Linien eingefasst. Am Unterrand der Nierenmakel ist ein bräunlicher Fleck charakteristisch. Das  Mittelfeld ist bei einigen Exemplaren geringfügig verdunkelt. Quer- und Wellenlinien heben sich deutlich ab. Die Hinterflügel sind zeichnungslos graugelb bis ockerfarben.
Erwachsene Raupen haben eine blasse, hellgrüne Farbe, eine undeutliche, helle  Rückenlinie sowie nach oben deutlich begrenzte, weiße Seitenstreifen. Die weißen Stigmen sind schwarz umrandet.

### Ähnliche Arten
- Von Xestia ochreago unterscheidet sich die Nominatform der Alpen-Goldbandeule (Xestia lorezi) durch die rundere Vorderflügelform sowie durch die undeutlicheren Linien und Makel und die blasse Grundfärbung.

## Geographische Verbreitung und Lebensraum
Die Art hat eine mediterran-asiatische Verbreitung. In Europa kommt sie in den nordspanischen Gebirgen, den Bergen des östlichen Balkans sowie in den Alpen vor, wo sie noch in Höhenlagen von 2500 Metern zu finden ist. Hauptvorkommensgebiet sind Bergweiden und felsige Almen.

## Lebensweise
Die überwiegend tagaktiven Falter fliegen von Ende Juni bis in den August in einer Generation im Jahr. Sie besuchen im Sonnenschein gerne die Blütenköpfe von Skabiosen (Scabiosa), Alpendost (Adenostyles) oder Alpen-Kratzdisteln (Cirsium spinosissimum). Nur gelegentlich erscheinen sie auch an künstlichen Lichtquellen sowie Ködern. Die Raupen ernähren sich von verschiedenen Pflanzen, beispielsweise von Königskerzen (Verbascum) oder Huflattich (Tussilago farfara). Die Art überwintert als Raupe.

## Gefährdung
Xestia ochreago kommt in Deutschland nur in den bayerischen Alpen vor und wird auf der Roten Liste gefährdeter Arten als Art mit geographischer Restriktion geführt.